# Palaeomolis gratiosa
Palaeomolis gratiosa är en fjärilsart som beskrevs av Grum-grshimailo 1890. Palaeomolis gratiosa ingår i släktet Palaeomolis och familjen björnspinnare. Inga underarter finns listade i Catalogue of Life.